# Liesel Ott
Sophie Elisabeth „Liesel“ Ott (* 25. November 1900 in Zweibrücken; † 12. Februar 1983 ebenda) war eine pfälzische Mundartdichterin.

## Leben
Liesel Ott, auch oft Liesl benannt, wurde als Tochter des Hauptlehrers und Bundes-Chormeisters Christian Ott und seiner Frau Klara, geb. Weber, in Zweibrücken geboren. Sie heiratete einen Musiker namens Sauer, die Ehe verlief unglücklich und sie ließ sich nach 10 Jahren scheiden. Sie wurde Erzieherin in einem Kinderheim und betreute kriegsbedingt mit ihrer Schwester zwei verwaiste Neffen.
1950 begann ihre schriftstellerische Tätigkeit. Ab 1953 nahm Liesel Ott an Mundartwettbewerben teil und erhielt zahlreiche Preise. Ihre Gedichte erschienen vielfach in Zeitungen und Zeitschriften. Auch war sie bei den Rundfunkanstalten Stuttgart, Mainz und Saarbrücken oft zu Gast. Ott veröffentlichte zwei Gedichtbände und das Theaterstück „Die Tante aus Amerika“, welches 1959 vom Saarländischen Rundfunk als Hörspiel gesendet und 1970 mit großem Erfolg in Zweibrücken aufgeführt wurde. Verse von Liesel Ott wurden von Anni Becker aus Kaiserslautern vertont und diese als Lieder bei „Liesl-Ott-Abenden“ auf vielen Bühnen gesungen.
Die letzten Lebensjahre verbrachte sie nahezu erblindet in einem Seniorenheim. 1981 wurde sie tot aufgefunden, es gelang eine Wiederbelebung. 1983 verstarb die Pfälzer Lieselott nach langer schwerer Krankheit in Zweibrücken.

## Preise und Auszeichnungen (Auswahl)
- 1960 Pfälzischer Mundartdichterwettstreit Bockenheim, 1. Platz
- 1963 Pfälzischer Mundartdichterwettstreit Bockenheim, 1. Platz
- Große Stadtplakette in Bronze der Stadt Zweibrücken

## Werke
- Die Knoppschachtel, mit Zeichnungen von Hans Ott, Zweibrücken 1958
- Sunneblume, Uff Pälzisch Gereimtes, mit Zeichnungen von Hans Ott. Zweibrücken 1967. Eine weitere Ausgabe erschien beim Gondrom Verlag, Kaiserslautern, mit Liedern von Anni Becker

### Theaterstück
- Die Tante aus Amerika